# Чемпіонат Європи з футболу 1972 (кваліфікаційний раунд)
Відбірковий турнір до Чемпіонату Європи з футболу 1972 року який приймала Бельгія. Проходив з 7 жовтня 1970 по 5 грудня 1971.

## Група 1
| №  | Команда        | І | В | Н | П | М    | О |
| -- | -------------- | - | - | - | - | ---- | - |
| 1. | Румунія        | 6 | 4 | 1 | 1 | 11-2 | 9 |
| 2. | Чехословаччина | 6 | 4 | 1 | 1 | 11-4 | 9 |
| 3. | Уельс          | 6 | 2 | 1 | 3 | 5-6  | 5 |
| 4. | Фінляндія      | 6 | 0 | 1 | 5 | 1-16 | 1 |

Чехословаччина - Фінляндія 1:1
Альбрехт (30) - М. Паателайнен (41)
Румунія - Фінляндія 3:0
Думітраке (27, 41), Р. Нунвайллер (78)
Уельс - Румунія 0:0
Уельс - Чехословаччина 1:3
Р. Девіс (58, з пенальті) - Я. Чапкович (78, 83), Таборскі (80)
Чехословаччина - Румунія 1:0
Ф. Веселий (88)
Фінляндія - Уельс 0:1
Тошак (54)
Фінляндія - Чехословаччина 0:4
Я. Чапкович (12), Поллак (16), Карко (83, 89)
Фінляндія - Румунія 0:4
Йорденеску (25), Н. Лупеску (37), Дембровський (54), Луческу (63, з пенальті)
Уельс - Фінляндія 3:0
Дербан (10), Тошак (53), Д. Ріс (89)
Чехословаччина - Уельс 1:0
Куна (60)
Румунія - Чехословаччина 2:1
Дембровський (25), Добрин (52) - Я. Чапкович (50)
Румунія - Уельс 2:0
Н. Лупеску (9), Луческу (74)

## Група 2
| №  | Команда  | І | В | Н | П | М    | О |
| -- | -------- | - | - | - | - | ---- | - |
| 1. | Угорщина | 6 | 4 | 1 | 1 | 12-5 | 9 |
| 2. | Болгарія | 6 | 3 | 1 | 3 | 11-7 | 7 |
| 3. | Франція  | 6 | 3 | 1 | 2 | 10-8 | 7 |
| 4. | Норвегія | 6 | 0 | 1 | 5 | 5-18 | 1 |

Норвегія - Угорщина 1:3
Франція - Норвегія 3:1
Болгарія - Норвегія 1:1
Угорщина - Франція 1:1
Болгарія - Угорщина 3:0
Норвегія - Болгарія 1:4
Норвегія - Франція 1:3
Угорщина - Болгарія 2:0
Франція - Угорщина 0:2
Угорщина - Норвегія 4:0
Франція - Болгарія 2:1
Болгарія - Франція 2:1

## Група 3
| №  | Команда | І | В | Н | П | М    | О  |
| -- | ------- | - | - | - | - | ---- | -- |
| 1. | Англія  | 6 | 5 | 1 | 0 | 15-3 | 11 |
| 2. | Швеція  | 6 | 4 | 1 | 1 | 12-5 | 9  |
| 3. | Греція  | 6 | 1 | 1 | 4 | 3-8  | 3  |
| 4. | Мальта  | 6 | 0 | 1 | 5 | 2-16 | 1  |

Мальта - Греція 1:1
Греція - Швейцарія 0:1
Мальта - Швейцарія 1:2
Мальта - Англія 0:1
Швейцарія - Мальта 5:0
Англія - Греція 3:0
Англія - Мальта 5:0
Швейцарія - Греція 1:0
Греція - Мальта 2:0
Швейцарія - Англія 2:3
Англія - Швейцарія 1:1
Греція - Англія 0:2

## Група 4
| №  | Команда           | І | В | Н | П | М    | О  |
| -- | ----------------- | - | - | - | - | ---- | -- |
| 1. | СРСР              | 6 | 4 | 2 | 0 | 13-4 | 10 |
| 2. | Іспанія           | 6 | 3 | 2 | 1 | 14-3 | 8  |
| 3. | Північна Ірландія | 6 | 2 | 2 | 2 | 10-6 | 6  |
| 4. | Кіпр              | 6 | 0 | 0 | 6 | 2-26 | 0  |

Іспанія - Північна Ірландія 3:0
Кіпр - СРСР 1:3
Кіпр - Північна Ірландія 0:3
Північна Ірландія - Кіпр 5:0
Кіпр - Іспанія 0:2
СРСР - Іспанія 2:1
СРСР - Кіпр 6:1
СРСР - Північна Ірландія 1:0
Північна Ірландія - СРСР 1:1
Іспанія - СРСР 0:0
Іспанія - Кіпр 7:0
Північна Ірландія - Іспанія 1:1

## Група 5
| №  | Команда    | І | В | Н | П | М    | О |
| -- | ---------- | - | - | - | - | ---- | - |
| 1. | Бельгія    | 6 | 4 | 1 | 1 | 11-3 | 9 |
| 2. | Португалія | 6 | 3 | 1 | 2 | 10-6 | 7 |
| 3. | Шотландія  | 6 | 3 | 0 | 3 | 4-7  | 6 |
| 4. | Данія      | 6 | 1 | 0 | 5 | 2-11 | 2 |

Данія - Португалія 0:1
Шотландія - Данія 1:0
Бельгія - Данія 2:0
Бельгія - Шотландія 3:0
Бельгія - Португалія 3:0
Португалія - Шотландія 2:0
Португалія - Данія 5:0
Данія - Бельгія 1:2
Данія - Шотландія 1:0
Шотландія - Португалія 2:1
Шотландія - Бельгія 1:0
Португалія - Бельгія 1:1

## Група 6
| №  | Команда  | І | В | Н | П | М    | О  |
| -- | -------- | - | - | - | - | ---- | -- |
| 1. | Італія   | 6 | 4 | 2 | 0 | 12-4 | 10 |
| 2. | Австрія  | 6 | 3 | 1 | 2 | 14-6 | 7  |
| 3. | Швеція   | 6 | 2 | 2 | 2 | 3-5  | 6  |
| 4. | Ірландія | 6 | 0 | 1 | 5 | 3-17 | 1  |

Ірландія - Швеція 1:1
Швеція - Ірландія 1:0
Австрія - Італія 1:2
Італія - Ірландія 3:0
Ірландія - Італія 1:2
Швеція - Австрія 1:0
Ірландія - Австрія 1:4
Швеція - Італія 0:0
Австрія - Швеція 1:0
Італія - Швеція 3:0
Австрія - Ірландія 6:0
Італія - Австрія 2:2

## Група 7
| №  | Команда    | І | В | Н | П | М    | О |
| -- | ---------- | - | - | - | - | ---- | - |
| 1. | Югославія  | 6 | 3 | 3 | 0 | 7-2  | 9 |
| 2. | Нідерланди | 6 | 3 | 1 | 2 | 18-6 | 7 |
| 3. | НДР        | 6 | 3 | 1 | 2 | 11-2 | 7 |
| 4. | Люксембург | 6 | 0 | 1 | 5 | 1-23 | 1 |

Нідерланди - Югославія 1:1
Люксембург - Югославія 0:2
НДР - Нідерланди 1:0
Люксембург - НДР 0:5
Нідерланди - Люксембург 6:0
Югославія - Нідерланди 2:0
НДР - Люксембург 2:1
НДР - Югославія 1:2
Нідерланди - НДР 3:2
Югославія - НДР 0:0
Югославія - Люксембург 0:0
Люксембург - Нідерланди 0:8

## Група 8
| №  | Команда   | І | В | Н | П | М    | О  |
| -- | --------- | - | - | - | - | ---- | -- |
| 1. | ФРН       | 6 | 4 | 2 | 0 | 10-2 | 10 |
| 2. | Польща    | 6 | 2 | 2 | 2 | 10-6 | 6  |
| 3. | Туреччина | 6 | 2 | 1 | 3 | 5-13 | 5  |
| 4. | Албанія   | 6 | 1 | 1 | 4 | 5-9  | 3  |

Польща - Албанія 3:0
ФРН - Туреччина 1:1
Туреччина - Албанія 2:1
Албанія - ФРН 0:1
Туреччина - ФРН 0:3
Албанія - Польща 1:1
ФРН - Албанія 2:0
Польща - Туреччина 5:1
Польща - ФРН 1:3
Албанія - Туреччина 3:0
ФРН - Польща 0:0
Туреччина - Польща 1:0

## Чвертьфінали
| Команда 1 | Заг.      | Команда 2 | 1-й матч | 2-й матч |
| --------- | --------- | --------- | -------- | -------- |
| Італія    | 1-2       | Бельгія   | 0–0      | 1-2      |
| Угорщина  | 5-4 (2-1) | Румунія   | 1-1      | 2-2      |
| Англія    | 1–3       | ФРН       | 1-3      | 0-0      |
| Югославія | 0-3       | СРСР      | 0-0      | 0–3      |